# Chionaema quadrinotata
Chionaema quadrinotata là một loài bướm đêm thuộc phân họ Arctiinae, họ Erebidae.